# Марк Флавий Вителлий Селевк
Марк Флавий Вителлий Селевк (лат. Marcus Flavius Vitellius Seleucus) — римский политический деятель первой половины III века.

## Биография
О происхождении Селевка нет никаких сведений. Возможно, он был выходцем из восточных провинций, быть может, из Сирии. О его карьере известно только лишь то, что в 221 году он занимал должность ординарного консула с Гаем Веттием Гратом Сабинианом. Возможна идентификация этого сенатора с узурпатором эпохи правления Гелиогабала Селевком. В Риме было обнаружено основание статуи, предположительно посвященной Селевком императору Коммоду.
Обнаруженная в Витербо надпись содержит упоминание некоей Вителлии Селевкианы, которая, скорее всего, была родственницей, возможно, дочерью Марка.